# Geodésica fechada
Uma geodésica fechada é uma geodésica, definida na reta real, sendo uma curva fechada em uma variedade pseudo-riemanniana (riemanniana, lorentziana, semi-riemanniana). 
Em uma variedade riemanniana, uma geodésica minimiza localmente a função cumprimento de arco. 
- Exemplos: Em uma esfera, com a métrica euclidiana induzida, todas as geodésicas, os grandes círculos, são geodésicas fechadas. Neste caso há infinitas geodésicas fechadas.

No plano com a métrica euclidiana, as geodésicas são as retas, logo não há nenhuma geodésica fechada. 
Algumas variedades admitem apenas um número finito, não nulo, de geodésicas fechadas. Por exemplo, uma esfera menos uma calota que se cola diferencialmente ao plano menos um disco, com a métrica euclidiana induzida.  Conjectura-se que haja infinitas geodésicas fechadas em uma variedade compacta com uma métrica qualquer. 